# Puységur (Gers)
Puységur település Franciaországban, Gers megyében. Lakosainak száma 73 fő (2022. január 1.). Puységur Lavardens, Montestruc-sur-Gers, Préchac, Roquefort és Sainte-Christie községekkel határos.

## Népesség
A település népességének változása:
| Lakosok száma | 51   | 76   | 90   | 71   | 76   | 77   | 75   | 74   | 73   | 73   |
|               | 1968 | 1982 | 1990 | 2006 | 2013 | 2015 | 2017 | 2019 | 2020 | 2022 |